# Багор

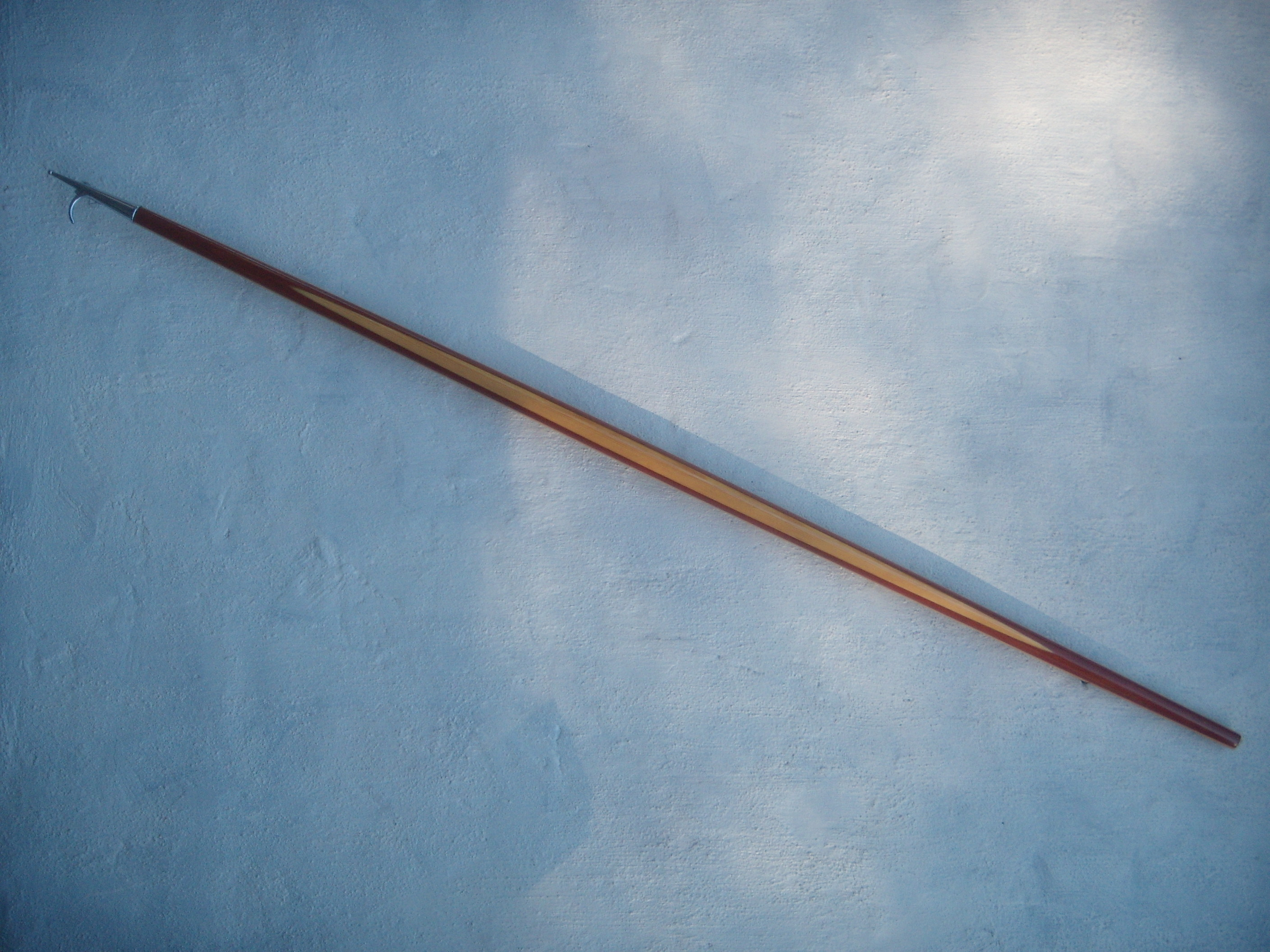
Багор.

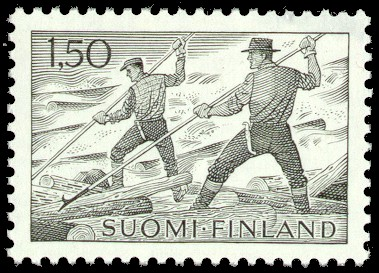
Почтовая марка Финляндии, 1963 год.

Баго́р — железный крюк на багровище (шесте), инструмент (изделие), состоящий из деревянной или металлической рукояти (древко) длиной более одного метра, с наконечником в виде шипа, соединённого с загнутым назад крюком.
Ранее на Руси  использовали отпорный, пожарный, рыболовный, саро́мный, ямный, яровой (ятовный) багры. Гребец (обычно это двое носовых гребцов) на лодке, который управляется багром, крюком, когда лодка пристаёт или отваливает от чего-либо — Баго́рщик. Изображение багра представлено и в геральдике. Навершие современных багров изготавливается из различного металла и сплавов, а багровище из дерева, алюминия, стекловолокна и так далее. Багры используются в морском, лесном, строительном, пожарном и других делах. Исторически багры использовались во время эпидемий (например, чумы) для сбора трупов (во избежание заражения при контакте).

## Отпорный
Для водного транспорта используется отпорный багор (крюк), на судах (кораблях) и лодках, с прямым остриём и с крючком. Другие его называют отпорный крюк. Преимущественно с деревянной рукоятью и металлическим наконечником. На судне его используют, чтобы доставать предметы из воды или швартоваться. Может применяться для работы с парусами. На суше можно использовать для того, чтобы затаскивать лодки или, к примеру, выволакивать брёвна из воды. Иногда байдарочное весло могут соединять с отпорником. Отличие его от пожарного багра в назначении и в отсутствии заострённого наконечника.

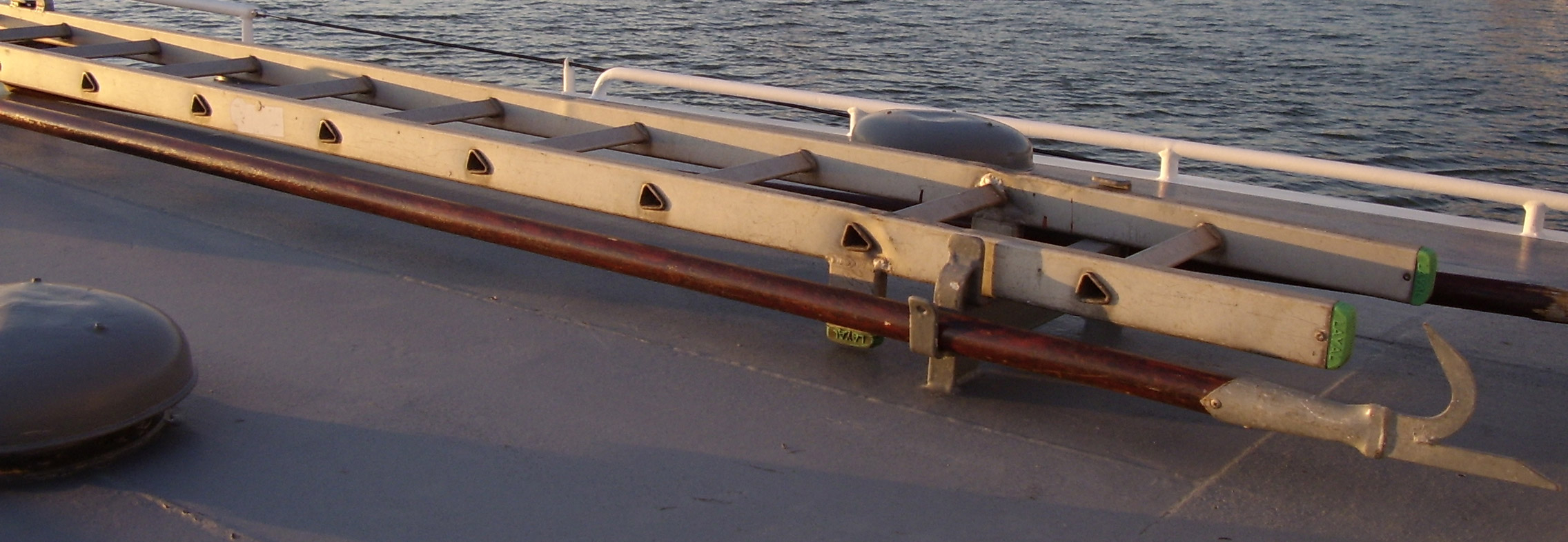
Багор и трап.
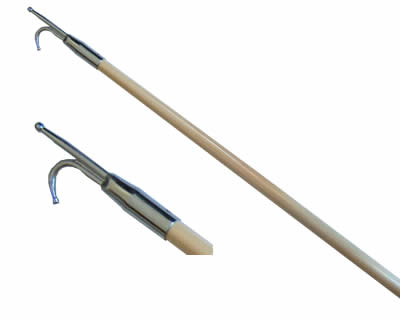
Наконечник багра и багор.

## Пожарный
Пожарный багор предназначен для разборки кровель, стен, перегородок, стропил и других частей горящих зданий, для сваливания труб с печей, а также для растаскивания горящих материалов. Рукоять багра может использоваться для обивки штукатурки со стен и потолков.
Изготовляются, в России, пожарные багры двух видов:
- Цельнометаллический багор ПБМ изготовляется из трубы диаметром 20 мм, с одного конца которой проварена овальная рукоять, а с другого — крюк с копьём;
- Насадной багор ПБН состоит из крюка с копьём, приваренных к трубчатому основанию, насаживаемому на черенок из древесины твёрдых пород.

Для комплектации пожарных автомобилей используются только багры ПБН.

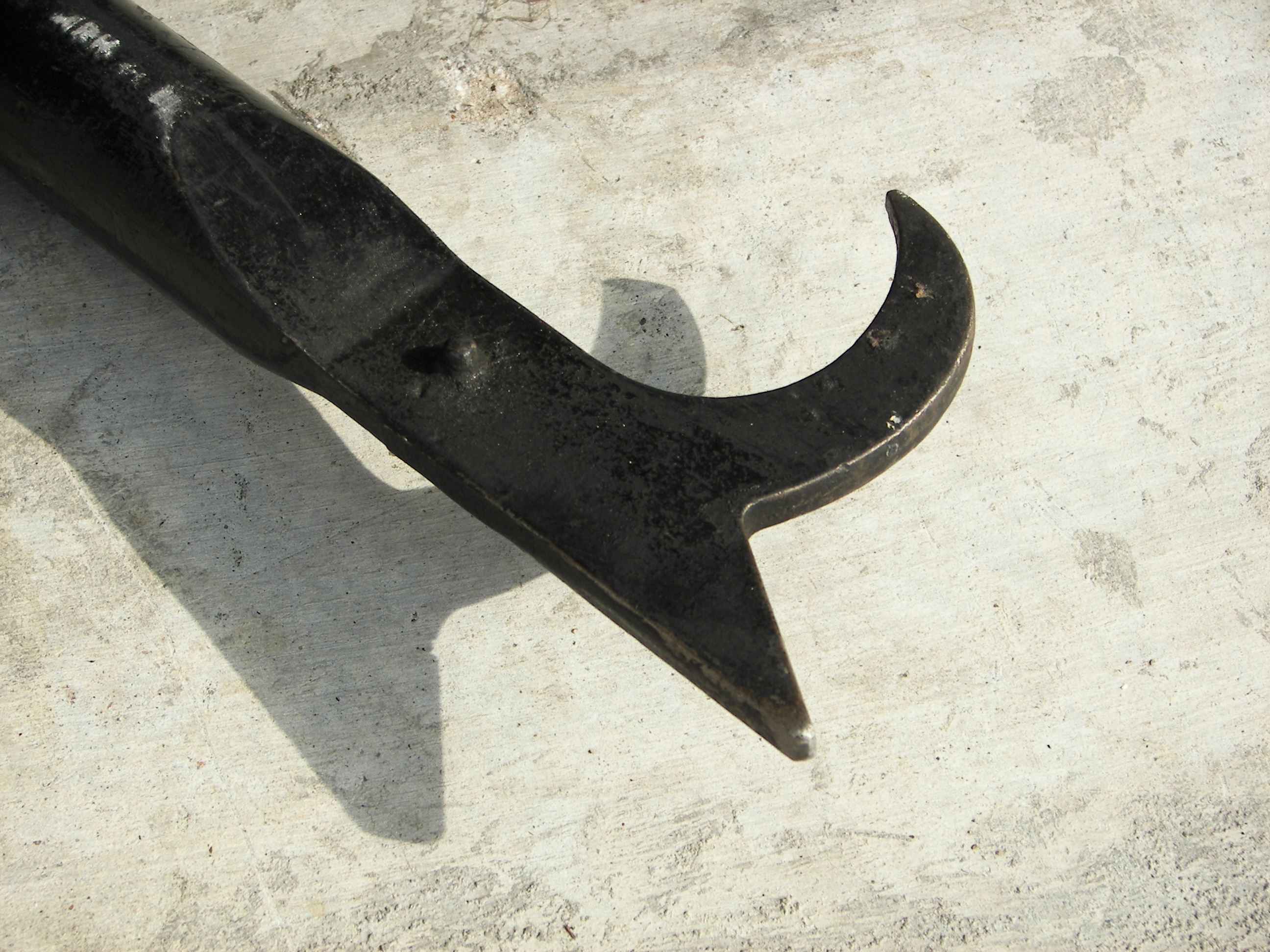
Наконечник багра.
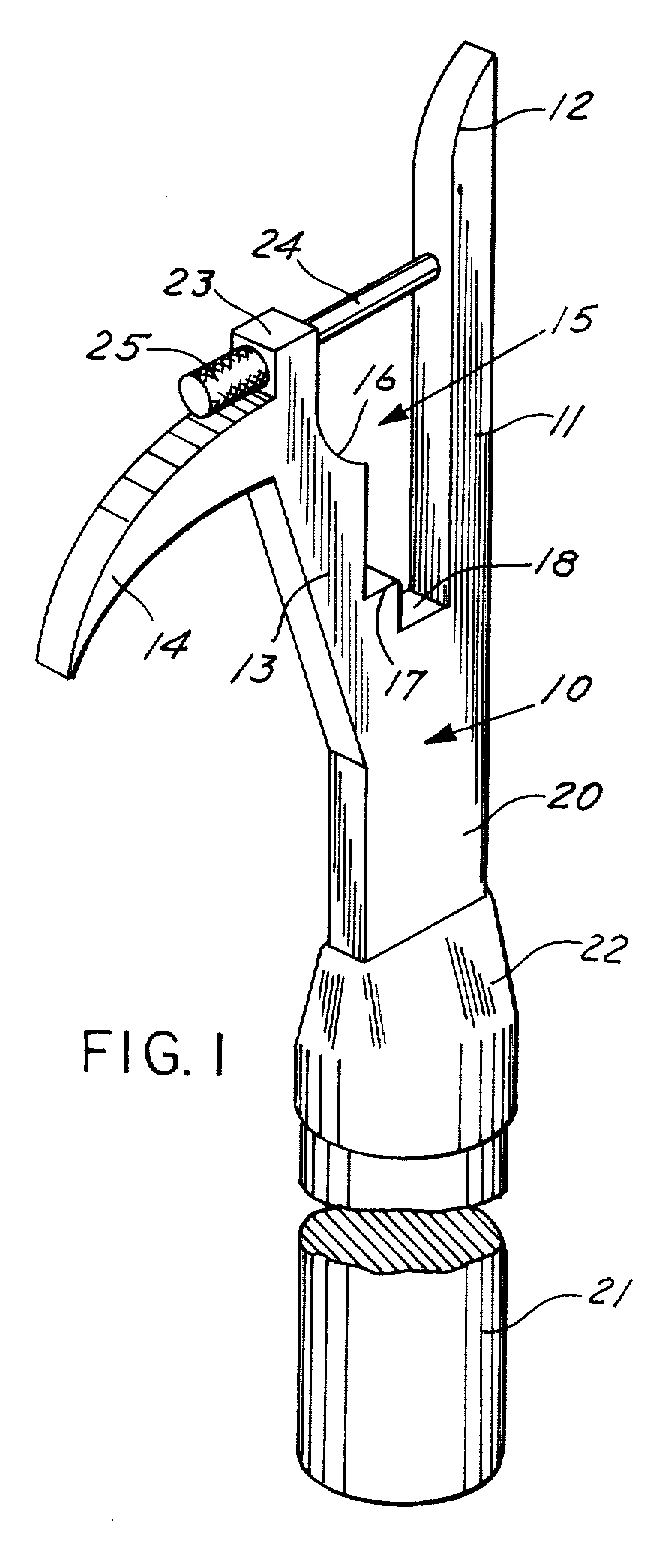
Наконечник багра, с различными приспособлениями для вытаскивания предметов.

## Оружие
Боевые багры — оружие с древком длиной несколько метров, совмещающее функции копья и крюка для стаскивания всадников с коней. В частности, эффективно применялось новгородцами против немцев в Ледовом побоище.

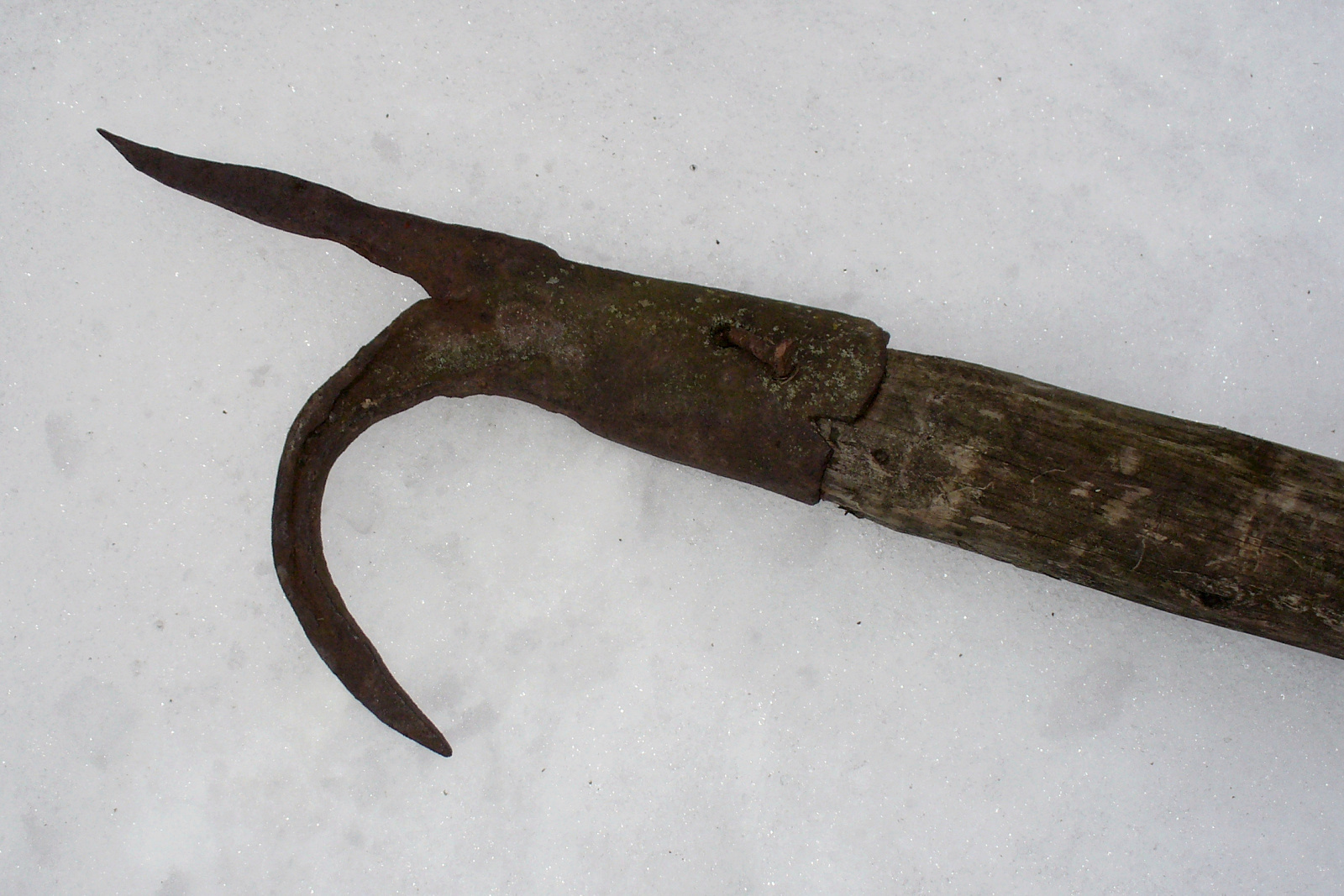
Наконечник багра.
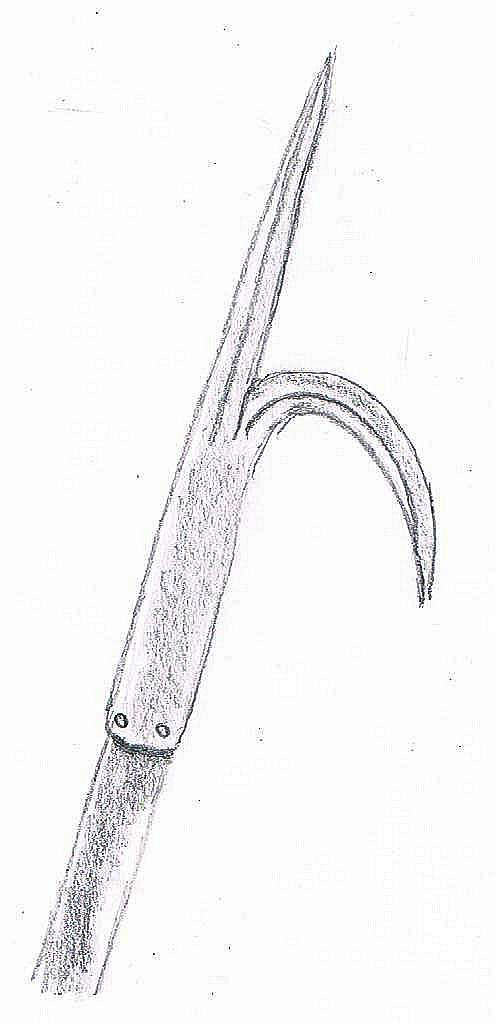
Наконечник багра.

## Геральдика
Багор представлен в геральдике как обыкновенная фигура, и часто в сочетании с другими гербовыми фигурами возможен со всеми геральдическими цветами в гербе. На многих гербах изображены местные конструкции багра.

Герб района Швебиш-Халль.
Герб общины Филлингендорф.
Герб города Гайльдорф.